# Scopula bonaventura
Scopula bonaventura là một loài bướm đêm trong họ Geometridae.